# موريتز هاوبتمان
موريتز هاوبتمان (بالألمانية: Moritz Hauptmann)‏ هو منظر موسيقى وملحن ألماني، ولد في 13 أكتوبر 1792 في درسدن في ألمانيا، وتوفي في 3 يناير 1868 في لايبزيغ في ألمانيا.

## وصلات خارجية
- موريتز هاوبتمان على موقع الموسوعة البريطانية (الإنجليزية)
- موريتز هاوبتمان على موقع ميوزك برينز (الإنجليزية)